# Pangeo
Pangeo es un monte de Grecia. Se ubica en el municipio de Pangaio, al que da nombre, en la Unidad periférica de Kavala de la región de Macedonia oriental y Tracia. Su altura es de 1956 m. Está situado en la Tracia occidental, al este de la península Calcídica y del río Estrimón.
En la Antigüedad, el monte Pangeo era conocido por ser un monte sagrado dedicado al culto de Dioniso. En las cercanías se encontraba la ciudad griega de Anfípolis, colonia de Atenas, fundada muy cerca de la desembocadura del  río Estrimón. 
Del 546 al 528 a. C., Pisístrato, tirano de Atenas, favoreció la distribución de tierras y la explotación de las minas del monte, junto con la colonización de la región del Helesponto. Efecto de su política y del oro del Pangeo fue un incremento del comercio ateniense y un enriquecimiento de la ciudad, con el consiguiente embellecimiento y construcción de monumentos. Sus minas de oro y plata motivaron una expedición de Filipo II de Macedonia que en el 357 a. C. conquistó la vecina Anfípolis y la región circundante.